# Пауэр, Сеон
Сеон Пауэр (англ. Seon Power; род. 2 февраля 1984, Арима) — тринидадский футболист, защитник.

## Карьера

### Клубная
Начинал свою профессиональную карьеру на родине. В течение 6 лет Пауэр выступал за «Джо Паблик». Вместе с ним он становился чемпионом и обладателем кубка Тринидада и Тобаго. Позднее он играл за команды «Ма Пау» и «Норт-Ист Старз».
В 2013 году Сеон Пауэр переехал в Таиланд и подписал контракт с клубом местной Премьер-лиги «Чайнат». Через два года он был отдан в аренду команде третьего дивизиона «Таммасат» (позже переименована в «Доме ФК»).
В 2017 году вернулся на родину и стал чемпионом страны с клубом «Сентрал».

### Сборная
За сборную Тринидада и Тобаго Пауэр дебютировал в 2007 году в отборочном турнире к ЧМ-2010. В 2013 году защитник в составе национальной команды участвовал в розыгрыше Золотого кубка КОНКАКАФ. Всего за сборную он провёл 43 игры и забил 2 мяча.

## Достижения
- Чемпион Тринидада и Тобаго (3): 2006, 2009, 2017
- Обладатель Кубка Тринидада и Тобаго (2): 2007, 2009